# Anyi, Shanxi
Anyi är ett stadsdelsdistrikt i Kina. Den ligger i Yanhu i provinsen Shanxi, i den norra delen av landet, omkring 340 kilometer sydväst om provinshuvudstaden Taiyuan. Antalet invånare är 51 731. Befolkningen består av 26 355 kvinnor och 25 376 män. Barn under 15 år utgör 14,0 %, vuxna 15-64 år 79 %, och äldre över 65 år 6,0 %.
Runt Anyi är det tätbefolkat, med 570 invånare per kvadratkilometer. Närmaste större samhälle är Yuncheng, 5,2 km sydväst om Anyi. Runt Anyi är det i huvudsak tätbebyggt.
Genomsnittlig årsnederbörd är 639 millimeter. Den regnigaste månaden är juli, med i genomsnitt 166 mm nederbörd, och den torraste är december, med 2 mm nederbörd.